# Цонев
Цонев (пол. Coniew) — село в Польщі, у гміні Ґура-Кальварія Пясечинського повіту Мазовецького воєводства.
Населення — 294 особи (2011).
У 1975-1998 роках село належало до Варшавського воєводства.

## Демографія
Демографічна структура станом на 31 березня 2011 року:
|          | Загалом | Допрацездатний вік | Працездатний вік | Постпрацездатний вік |
| -------- | ------- | ------------------ | ---------------- | -------------------- |
| Чоловіки | 136     | 16                 | 107              | 13                   |
| Жінки    | 158     | 32                 | 92               | 34                   |
| Разом    | 294     | 48                 | 199              | 47                   |